# تریسم
تریسم (انگلیسی: TRESemmé) شرکت لوازم بهداشتی آمریکایی است، که در سال ۱۹۴۷ تأسیس شد.